# Scopelengys
Scopelengys is een geslacht van straalvinnige vissen uit de familie van lantaarndragers (Neoscopelidae).

## Soorten
- Scopelengys clarkei Butler & Ahlstrom, 1976
- Scopelengys tristis Alcock, 1890